# Sarah Fuller Flower Adams

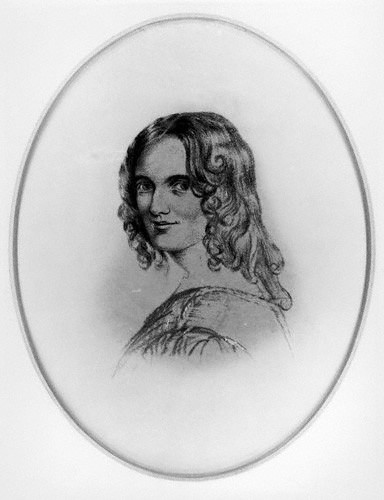
Sarah Fuller Flower Adams

Sarah Fuller Flower Adams (Old Harlow, 22 februari 1805 - Londen, 14 augustus 1848) was een Engelse dichteres. Zij is vooral bekend van haar religieuze poëzie en als auteur van verschillende hymnes, waaronder Nearer, My God, to Thee, haar bekendste hymne.
Zij was de dochter van de geëngageerde Engelse journalist en politiek commentator Benjamin Flowers, die zich als redacteur van de Cambridge Intelligencer fel verzet had tegen Britse deelname aan de napoleontische oorlogen. Na allerlei schermutselingen die hem zelfs nog een gevangenisstraf hadden opgeleverd, vestigde hij zich in Harlow. Daar trouwde hij met Eliza Gould - de moeder van Sarah - en begon hij een drukkerij. Sarahs oudere zuster Eliza zou later componiste worden en - onder meer - de muziek schrijven voor Nearer, My God.
Sarah zou in 1834 trouwen met William Bridges Adams, schrijver en uitvinder die vooral bekend werd vanwege zijn innovatieve bijdragen aan de ontwikkeling van de stoomlocomotief. Adams en zijn vrouw waren unitaristen. Sarah was bevriend met William Johnson Fox die een corpus van christelijke hymnes had gepubliceerd. Daaraan voegde Sarah verschillende nieuwe hymnes toe.
Sarah Fuller Flower Adams overleed aan de gevolgen van tuberculose, op de leeftijd van 43 jaar.

## Door haar geschreven werken
- Creator Spirit! Thou the First
- Darkness Shrouded Calvary
- Gently Fall the Dews of Eve
- Go, and Watch the Autumn Leaves
- He Sendeth Sun, He Sendeth Shower
- Nearer, My God, to Thee
- O Hallowed Memories of the Past
- O Human Heart! Thou Hast a Song
- O I Would Sing a Song of Praise
- O Love! Thou Makest All Things Even
- Part in Peace: Is Day Before Us?
- Sing to the Lord! For His Mercies are Sure
- The Mourners Came at Break of Day

- Bibsys: 51097
- Biblioteca Nacional de España: XX6269728
- Gemeinsame Normdatei: 1044390980
- International Standard Name Identifier: 0000 0000 7395 5378
- Library of Congress Control Number: n83021556
- Nationale Bibliotheek van Letland: 000038133
- MusicBrainz: 3d61c570-11f2-49c5-9c1a-62721c4a2b93
- Nationale bibliotheek van Australië: 35887184
- Nationale Bibliotheek van Israël: 987007275179105171
- Nationale Bibliotheek van Polen: a0000003376368
- Nederlandse Thesaurus van Auteursnamen: 314015329
- Réseau des bibliothèques de Suisse occidentale: 02-A005500474
- SNAC: w6q55xtw
- Trove: 1131868
- Virtual International Authority File: 62914875
- WorldCat: E39PBJrRhFC4PGjwrpGX8v6BT3